# Rhipsalis pacheco-leonis
Rhipsalis pacheco-leonis är en kaktusväxtart som beskrevs av Johan Albert o Constantin Loefgren. Rhipsalis pacheco-leonis ingår i släktet Rhipsalis och familjen kaktusväxter.

## Underarter
Arten delas in i följande underarter:
- R. p. catenulata
- R. p. pacheco-leonis